# Кондрус, Бруно Карлович
Бру́но Ка́рлович Ко́ндрус (латыш. Bruno Kondruss; 1921—1998) — советский моряк, капитан дальнего плавания, депутат Верховного Совета Латвийской ССР, член ЦК Коммунистической партии Латвии, Герой Социалистического Труда (1960).

## Биография
Родился 20 августа 1921 года в Риге в семье рабочих. Латыш.
Среднюю школу окончил в 1939 году.
Начинал плавать ещё в четырнадцатилетнем возрасте юнгой на паруснике, затем стал матросом. Перед началом Великой Отечественной войны поступил в мореходное училище.
В период 1941—1942 гг. проходил службу на военных транспортных судах. Принимал участие в операциях по доставке боеприпасов и продовольствия при обороне Ораниенбаумского плацдарма. С 1943 года служил в латышском штабе партизанского движения. Получил несколько тяжелых ранений.
После освобождения Латвийской ССР в ходе Прибалтийской операции, поступил на службу в Латвийское морское пароходство. Работал в должностях младшего и старшего штурмана.В период с 1952-1956 гг. — старший штурман и капитан на рыболовных судах.
В 1949 году окончил судоводительское отделение Рижского мореходного училища.
В 1956 году Б. К. Кондрус перешел на службу в Эстонское морское пароходство, экипажи судов которого возглавлял на протяжении двух лет. С 1957 года — член КПСС. В 1958 году вернулся в Латвийское морское пароходство, где до 1963 года осуществлял полномочия капитана парохода «Котлас». Под руководством Кондруса команда парохода многократно осуществляла плавания в страны Западной Европы. С 1963 по 1984 год — капитан на морских судах дальнего плавания, совершавших рейсы в страны Африки и Юго-Восточной Азии.
Указом Президиума Верховного Совета СССР от 3 августа 1960 года за выдающиеся успехи, достигнутые в деле развития морского транспорта, Кондрусу Бруно Карловичу присвоено звание Героя Социалистического Труда с вручением ордена Ленина и золотой медали «Серп и Молот».
Продолжал трудовую деятельность до 1984 года в должностях капитана-наставника Латвийского морского пароходства, после чего вышел на заслуженный отдых. Проживал в Риге.
Умер в 1998 году. Похоронен на 1-м Лесном кладбище в Риге.

## Награды
- Герой Социалистического Труда;
- орден Ленина;
- орден Октябрьской Революции;
- медали.